# Zulfiqar Pasha
Zulfiqar Pasha (även Said Pasha Zulfikar) var en egyptisk politiker i slutet av 1800-talet, som innehade posten som regeringschef (storvisir) i Egypten två gånger, 1857–1858 och 1861–1864. Han tjänade på 1920- och 30-talen som kammarherre åt sultanen.